# Mujandjae Kasuto
Mujandjae Kasuto (* 25. November 1985 in Windhoek, Südwestafrika) ist ein namibischer Boxer. Er war 2017 kurzzeitig Profiboxer, feierte Erfolge aber vor allem zuvor im Amateurbereich.
Kasuto war Bronzemedaillengewinner der Afrikaspiele 2011 und Teilnehmer der Olympischen Spiele 2008 und 2012.

## Karriere
2006 nahm Kasuto erstmals an einer internationalen Meisterschaft, den Commonwealth Games 2006, teil, schied jedoch im Halbweltergewicht (- 64 kg) startend bereits im ersten Kampf gegen Black Moses Mathenge, Kenia (29:14), aus. Bei den Afrikaspielen im Jahr darauf, erging es ihm nicht besser und er schied, diesmal im Weltergewicht (- 69 kg) startend, nach einem Vorrunden-Sieg im Viertelfinale gegen den späteren Goldmedaillengewinner Rached Merdassi, Tunesien (28:8), aus.
2008 nahm Kasuto am afrikanischen Olympiaqualifikationsturnier in Windhoek teil und konnte dieses u. a. mit Siegen über Rached Merdassi, Tunesien (6:3), und im Finale über Nick Abaka, Kenia (7:0), gewinnen. Bei den Olympischen Spielen 2008 schied er jedoch bereits im ersten Kampf gegen den Europameister von 2006 Andrei Balanow, Russland (8:5), aus.
Bei den Commonwealth Games 2010 erreichte Kasuto nach Siegen über Siphiwe Lusizi, Südafrika (KO 3.), und Michalis Michaelidis, Zypern (5:3), das Viertelfinale, welches er jedoch gegen Patrick Gallagher, Irland (7:5), verlor. Im Jahr darauf errang er seine erste Medaille bei einer Internationalen Meisterschaft: Bei den Afrikaspielen 2011 kämpfte Kasuto sich im Mittelgewicht (-75 kg) nach Siegen über Sekon Messan-Langan, Togo (RSC 2.), und Benny Muziyo, Sambia (11:7), ins Halbfinale, welches er jedoch vorzeitig gegen Felix Manga, Kamerun (RSC 1.), verlor und damit die Bronzemedaille gewann. Bei dem Militärweltmeisterschaften 2011 schied Kasuto im ersten Kampf gegen den Bronzemedaillengewinner von Peking 2008 Alexis Vastine, Frankreich (DQ 3.), aus.
2012 nahm Kasuto wieder am afrikanischen Olympiaqualifikationsturnier teil, und erreichte auch diesmal das Finale und damit die Qualifikation für die Olympischen Spiele 2012. Bei den Olympischen Spielen in London schied er nach einem Vorrundensieg über Sobir Nazarov, Tadschikistan (11:8), im Achtelfinale gegen Zoltán Harcsa, Ungarn (16:7), aus.